# لي شيانغ
لي شيانغ (بالصينية: 李响) (مواليد 12 فبراير 1989) هو سبّاح صيني، مثّل بلاده في الألعاب الأولمبية الصيفية 2016.

## روابط خارجية
لي شيانغ على موقع أوليمبيديا (الإنجليزية)